# Nebojsa Scepanovic
Nebojša Šćepanović (Titograd, 4 de desembre de 1972) és un exfutbolista montenegrí que jugava com a migcampista.
Va militar en diferents club de les lligues de Iugoslàvia, Espanya i Grècia. A l'Estat espanyol va jugar en primera divisió amb el Reial Oviedo i a Segona amb el Vila-real CF.